# Copa del Món de Futbol de 1962 - Grup 2
El Grup 2 de la Copa del Món de Futbol 1962, disputada a Xile, estava compost per quatre equips, que s'enfrontaren entre ells amb un total de 6 partits. Els dos millors classificats passaren a jugar la segona fase, els quarts de final.

## Integrants
El grup 2 està integrat per les seleccions següents:
| Alemanya Occidental | Xile | Itàlia | Suïssa |
| ------------------- | ---- | ------ | ------ |

## Classificació
| Pos | Equip               | PJ | PG | PE | PP | GF | GC | GR    | Pts | Classificació           |
| --- | ------------------- | -- | -- | -- | -- | -- | -- | ----- | --- | ----------------------- |
| 1   | Alemanya Occidental | 3  | 2  | 1  | 0  | 4  | 1  | 4,000 | 5   | Avança a la segona fase |
| 2   | Xile                | 3  | 2  | 0  | 1  | 5  | 3  | 1,667 | 4   | Avança a la segona fase |
| 3   | Itàlia              | 3  | 1  | 1  | 1  | 3  | 2  | 1,500 | 3   |                         |
| 4   | Suïssa              | 3  | 0  | 0  | 3  | 2  | 8  | 0,250 | 0   |                         |

## Partits

### Xile vs Suïssa
| Xile                              | 3–1     | Suïssa      |
| --------------------------------- | ------- | ----------- |
| L. Sánchez 44', 55' · Ramírez 51' | Informe | Wüthrich 6' |

### Alemanya Occidental vs Itàlia
| Alemanya Occidental | 0–0     | Itàlia |
| ------------------- | ------- | ------ |
|                     | Informe |        |

### Xile vs Itàlia
| Xile                   | 2–0     | Itàlia |
| ---------------------- | ------- | ------ |
| Ramírez 73' · Toro 87' | Informe |        |

### Alemanya Occidental vs Suïssa
| Alemanya Occidental     | 2–1     | Suïssa        |
| ----------------------- | ------- | ------------- |
| Brülls 45' · Seeler 59' | Informe | Schneiter 73' |

### Alemanya Occidental vs Xile
| Alemanya Occidental               | 2–0     | Xile |
| --------------------------------- | ------- | ---- |
| Szymaniak 21' (pen.) · Seeler 82' | Informe |      |

### Itàlia vs Suïssa
| Itàlia                        | 3–0     | Suïssa |
| ----------------------------- | ------- | ------ |
| Mora 1' · Bulgarelli 65', 67' | Informe |        |